# Dž
Dž — диграф, используемый в орфографиях нескольких языков, использующих латинское письмо. Буквы D и Ž, входящие в состав этого диграфа, пишутся раздельно.

## Хорватский язык
В хорватском алфавите (гаевице) диграф Dž обозначает звук [d͡ʒ].(Звонкая постальвеолярная аффриката) Он является самостоятельной буквой (7-я буква хорватского алфавита) и занимает место в алфавите после буквы D. Также гаевица (наряду с вуковицей) используется для записи других вариантов сербохорватского языка (сербского, боснийского, черногорского).

## Словацкий язык
В словацком языке диграф Dž обозначает звук [d͡ʒ]. Он является самостоятельной буквой (10 буква словацкого алфавита) и занимает место в алфавите после буквы Dz.

## Остальные языки
В остальных языках диграф Dž обозначает звук [d͡ʒ], но в чешском, балтийских и других языках он передаётся с помощью диграфа, не считающегося буквой.

## Альтернативные записи
В языках, использующих латинскую письменность существуют и другие способы обозначения звука [d͡ʒ]:
- в английском языке для обозначения этого звука применяются буквы J и G, причём последняя обозначает звук d͡ʒ только перед гласными E, I и Y;
- в итальянском и румынском языках применяется буква G перед гласными E или I;
- в тюркских языках, имеющих данный звук и использующих латиницу (турецкий, азербайджанский, гагаузский, крымскотатарский), традиционно применяется буква C.